# Cameron Redpath

a Compétitions nationales et continentales officielles uniquement.

b Matchs officiels uniquement.
Dernière mise à jour le 5 novembre 2022.
Cameron Redpath, né le 23 décembre 1999 à Narbonne (France), est un joueur écossais de rugby à XV jouant principalement au poste de centre à Bath Rugby.

## Biographie

### Jeunesse et formation
Fils de l'international écossais Bryan Redpath, Cameron Redpath naît à Narbonne pendant que son père jouait au RCN.

### Carrière en club
Issu de l'académie des Sale Sharks, Cameron Redpath joue en tout 22 matchs pour le club de Premiership avant de rejoindre Bath en février 2020, s'y imposant rapidement comme un titulaire dès la reprise du championnat anglais à la suite du confinement,.
Durant la saison 2023-2024, il est titulaire lors de la finale de Premiership perdue 25 à 21 contre les Northampton Saints,.
La saison suivante, en 2024-2025, il remporte la Coupe d'Angleterre battant les Exeter Chiefs sur le score de 48 à 14 en finale.

### Carrière en sélection
International avec les moins de 20 ans anglais depuis le Six Nations 2018, Redpath est appelé en équipe d'Angleterre senior pour la tournée de 2018 en Afrique du Sud, devant toutefois déclarer forfait à la suite d'une blessure au ligament croisé antérieur,.
Alors qu'il est considéré comme un des centre les plus prometteur du rugby anglais, c'est toutefois avec l'équipe d'Écosse qu'il est appelé par Gregor Townsend le 20 janvier 2021, en préparation du Tournoi des Six Nations 2021,.
Le 16 août 2023, il fait partie de la liste définitive des 33 joueurs convoqués par Gregor Townsend pour disputer la Coupe du monde 2023.
Au mois de janvier 2024, il est sélectionné pour le Tournoi des Six Nations.

## Palmarès
- Bath
  - Finaliste du Championnat d'Angleterre en 2024.
  - Vainqueur de la Coupe d'Angleterre en 2025.
  - Vainqueur du Championnat d'Angleterre en 2025.